# Mitropapokal 1936
Der Mitropapokal 1936 war die 10. Auflage des internationalen Cupwettbewerbs des mitteleuropäischen Vereinsfußballs. Es nahmen die besten Mannschaften Österreichs, Ungarns, der Tschechoslowakei, Italiens und der Schweiz teil. Es handelte sich zumeist um die Meister, Vizemeister und Cupsieger der jeweiligen Länder. Die Teilnehmer spielten im reinen Pokalmodus mit Hin- und Rückspielen im wichtigsten kontinentalen Fußballwettbewerb in der Zeit vor dem Zweiten Weltkrieg. Bei Gleichstand nach zwei Spielen wurde ein Entscheidungsspiel durchgeführt. Zwölf Vereine starteten im Achtelfinale, achte weitere Klubs spielte zuvor noch eine Qualifikation aus. Der Titelverteidiger Sparta Prag erreichte erneut das Endspiel, was bislang noch keinem Titelträger in der Geschichte des Wettbewerbs gelungen war.
Das Finale fand innerhalb einer Wochen am 6. und 13. September 1936 in Wien und Prag statt. Es qualifizierten sich Titelverteidiger Sparta Prag sowie der österreichische Klub FK Austria Wien. Zu Hause konnten die Wiener nicht über ein 0:0 hinauskommen, sicherten sich allerdings durch einen überraschenden 1:0-Auswärtssieg zum zweiten Mal nach 1933 die Siegertrophäe, die damit zum vierten Mal nach Wien wanderte. Torschützenkönig wurde Giuseppe Meazza von Halbfinalist Ambrosiana Inter mit zehn Toren; es war bereits Meazzas dritter Titel als Mitropapokal-Torschützenkönig nach 1930 und 1933.

## Vorrunde
Die Hinspiele fanden am 4., die Rückspiele am 14. Juni 1936 statt.
|                         | Gesamt |                         | Hinspiel | Rückspiel |
| ----------------------- | ------ | ----------------------- | -------- | --------- |
| FK Austria Wien         | 4:2    | Grasshopper Club Zürich | 3:1      | 1:1       |
| SK Židenice             | 6:2    | Lausanne-Sports         | 5:0      | 1:2       |
| FC Bern                 | 02:11  | AC Torino               | 1:4      | 1:7       |
| FC Young Fellows Zürich | 2:9    | Phöbus FC Budapest      | 0:3      | 2:6       |

## Achtelfinale
Die Hinspiele fanden am 20. und 21., die Rückspiele am 26., 27., 28. und 29. Juni 1936 statt.
|                          | Gesamt |                             | Hinspiel | Rückspiel |
| ------------------------ | ------ | --------------------------- | -------- | --------- |
| Sparta Prag              | 7:6    | Phöbus FC Budapest          | 5:2      | 2:4       |
| Hungária FC MTK Budapest | 1:7    | First Vienna FC             | 0:2      | 1:5       |
| Ferencváros Budapest     | 5:6    | Slavia Prag                 | 5:2      | 0:4       |
| AC Torino                | 2:5    | Újpest FC                   | 2:0      | 0:5       |
| SK Admira Wien           | 3:6    | SK Prostějov                | 0:4      | (1)3:2(1) |
| SK Rapid Wien            | 4:6    | AS Rom                      | 3:1      | 1:5       |
| AGC Bologna              | 2:5    | FK Austria Wien             | 2:1      | 0:4       |
| SK Židenice              | 03:11  | AS Ambrosiana Inter Mailand | 2:3      | 1:8       |

(1) Es gab sechs Platzverweise, davon fünf für Spieler von Admira und einen für SK Prostějov!

## Viertelfinale
Die Hinspiele fanden am 4. und 5., die Rückspiele am 12. und 13. Juli 1936 statt.
|                 | Gesamt |                             | Hinspiel | Rückspiel |
| --------------- | ------ | --------------------------- | -------- | --------- |
| Sparta Prag     | 4:1    | AS Rom                      | 3:0      | 1:1       |
| SK Prostějov    | 0:3    | Újpest FC                   | 0:1      | 0:2       |
| First Vienna FC | 3:4    | AS Ambrosiana Inter Mailand | 2:0      | 1:4       |
| FK Austria Wien | 3:1    | Slavia Prag                 | 3:0      | 0:1       |

## Halbfinale
Die Hinspiele fanden am 19., die Rückspiele am 26. Juli 1936 statt.
|                             | Gesamt |                 | Hinspiel | Rückspiel |
| --------------------------- | ------ | --------------- | -------- | --------- |
| AS Ambrosiana Inter Mailand | 5:8    | Sparta Prag     | 3:5      | 2:3       |
| Újpest FC                   | 3:7    | FK Austria Wien | 1:2      | 2:5       |

## Finale

### Hinspiel
| FK Austria Wien                                       | FK Austria Wien | Sparta Prag | Sparta Prag |
| ----------------------------------------------------- | --- | --- | ----------- |
| FK Austria Wien                                       | \| 6. September 1936 in Wien (Praterstadion) \| \| Ergebnis: 0:0 \| \| Zuschauer: 41.600 \| \| Schiedsrichter: Giuseppe Scarpi ( Königreich Italien) \|                                                                   | \| 6. September 1936 in Wien (Praterstadion) \| \| Ergebnis: 0:0 \| \| Zuschauer: 41.600 \| \| Schiedsrichter: Giuseppe Scarpi ( Königreich Italien) \|                                                                          | Sparta Prag |
| FK Austria Wien                                       | Rudolf Zöhrer – Karl Andritz, Karl Sesta – Karl Adamek, Johann Mock, Walter Nausch – Bobby Riegler, Josef Stroh, Matthias Sindelar, Camillo Jerusalem, Rudolf Viertl Cheftrainer: Kálmán Konrád ( Ungarn) & Walter Nausch | Bohumil Klenovec – Jaroslav Burgr , Josef Čtyřoký – Josef Košťálek, Jaroslav Bouček, Ludevít Radó – Ferdinand Faczinek, Oldřich Zajíček, Raymond Braine, Oldřich Nejedlý, Géza Kalocsay Cheftrainer: Ferenc Szedlacsek ( Ungarn) | Sparta Prag |
| 6. September 1936 in Wien (Praterstadion)             | | |             |
| Ergebnis: 0:0                                         | | |             |
| Zuschauer: 41.600                                     | | |             |
| Schiedsrichter: Giuseppe Scarpi ( Königreich Italien) | | |             |

### Rückspiel
| Sparta Prag                                              | Sparta Prag | FK Austria Wien | FK Austria Wien |
| -------------------------------------------------------- | --- | --- | --------------- |
| Sparta Prag                                              | \| 13. September 1936 in Prag (Masaryk-Stadion) \| \| Ergebnis: 0:1 (0:0) \| \| Zuschauer: 58.000[1] \| \| Schiedsrichter: Rinaldo Barlassina ( Königreich Italien) \|                                                           | \| 13. September 1936 in Prag (Masaryk-Stadion) \| \| Ergebnis: 0:1 (0:0) \| \| Zuschauer: 58.000[1] \| \| Schiedsrichter: Rinaldo Barlassina ( Königreich Italien) \|                                                    | FK Austria Wien |
| Sparta Prag                                              | Bohumil Klenovec – Jaroslav Burgr , Josef Čtyřoký – Josef Košťálek, Jaroslav Bouček, Ludevít Radó – Ferdinand Faczinek, Oldřich Zajíček, Raymond Braine, Oldřich Nejedlý, Géza Kalocsay Cheftrainer: Ferenc Szedlacsek ( Ungarn) | Rudolf Zöhrer – Karl Andritz, Karl Sesta – Karl Adamek, Johann Mock, Walter Nausch – Bobby Riegler, Josef Stroh, Matthias Sindelar, Camillo Jerusalem, Rudolf Viertl Cheftrainer: Kálmán Konrád ( Ungarn) & Walter Nausch | FK Austria Wien |
| Sparta Prag                                              | 0:1 Camillo Jerusalem (67.) | | FK Austria Wien |
| 13. September 1936 in Prag (Masaryk-Stadion)             | | |                 |
| Ergebnis: 0:1 (0:0)                                      | | |                 |
| Zuschauer: 58.000                                        | | |                 |
| Schiedsrichter: Rinaldo Barlassina ( Königreich Italien) | | |                 |

1. ↑  Zuschauerrekord des Mitropapokals gemeinsam mit dem Final-Rückspiel 1933

## Beste Torschützen
| Rang | Spieler           | Klub                        | Tore |
| ---- | ----------------- | --------------------------- | ---- |
| 1    | Giuseppe Meazza   | AS Ambrosiana Inter Mailand | 10   |
| 2    | Camillo Jerusalem | FK Austria Wien             | 7    |
| 3    | Oldřich Nejedlý   | Sparta Prag                 | 6    |
| 4    | Gustav Pollak     | First Vienna FC             | 5    |
|      | Oldřich Zajíček   | Sparta Prag                 | 5    |
|      | Josef Stroh       | FK Austria Wien             | 5    |
| 7    | György Sárosi     | Ferencváros Budapest        | 4    |
|      | Pietro Buscaglia  | AC Torino                   | 4    |
|      | Rudolf Drozd      | SK Prostějov                | 4    |
|      | Gábor Szabó       | Phöbus FC Budapest          | 4    |
|      | Gyula Zsengellér  | Újpest FC                   | 4    |
|      | Raymond Braine    | Sparta Prag                 | 4    |
|      | Matthias Sindelar | FK Austria Wien             | 4    |